# 民主柬埔寨党
民主柬埔寨党，通称民柬方面，是柬埔寨历史上的一个政党。1981年12月柬埔寨共产党宣布解散后，柬共的领导人组建民主柬埔寨党。该党声称信奉民主社会主义，放弃共产主义、马克思列宁主义。
根据民主柬埔寨党的说法，解散柬共、建立新政党的原因是需要更加广泛地团结其他势力派对抗越南的侵略，而明确的共产主义路线会阻碍各方面的团结。该党的武装部队为民主柬埔寨国民军，柬埔寨爱国、民主、民族大团结阵线是其所控制的群众组织。民主柬埔寨党的总书记为波尔布特，该党领导流亡在外的民主柬埔寨政府。与柬埔寨共产党一样，该党的追随者也被称为红色高棉。
1982年，民主柬埔寨党与诺罗敦·西哈努克亲王领导的奉辛比克党、宋双领导的高棉人民民族解放阵线达成协议，共同组建民主柬埔寨联合政府，以对抗越南及其支持的柬埔寨人民共和国。
1985年，波尔布特卸任总书记职务，由乔森潘继任总书记。但波尔布特仍继续在党内施加自己的影响力。
在1993年大选之前，民主柬埔寨党已事实上由1992年成立的柬埔寨民族团结党取代。民族团结党公开表示希望参加选举，但未能获得登记，遂发誓要破坏选举。随后柬埔寨过渡时期联合国权力机构决定不在红色高棉控制区进行选举。据估计当时柬埔寨约有6%的人口生活在红色高棉控制区。
1994年7月，民主柬埔寨党被柬埔寨王国政府宣布为非法组织。但红色高棉以柬埔寨民族团结党的名义继续活跃，并另外组建柬埔寨民族团结救国临时政府，同柬埔寨王国政府对抗。1997年，乔森潘宣布与波尔布特脱离关系后，带领自己的势力另外组建高棉民族团结党。
1999年3月6日，民柬武装势力的领导人塔莫克在安隆汶被政府军抓获，自此红色高棉势力不复存在。